# Venezuela na Letních olympijských hrách 2016
Venezuela se účastnila Letní olympiády 2016.

## Medailisté
| Medaile | Jméno                | Sport      | Soutěž                   |
| ------- | -------------------- | ---------- | ------------------------ |
| Stříbro | Yulimar Rojasová     | Atletika   | Ženy trojskok            |
| Bronz   | Yoel Finol           | Box        | Muži muší váha (– 52 kg) |
| Bronz   | Stefany Hernandezová | Cyklistika | Ženy BMX                 |